# Screamo
El screamo o skramz es un género experimental y ruidista del emo. Los términos screamo y skramz provienen de screaming (grito en inglés), técnica vocal utilizada a menudo en el género. Básicamente es una fusión de hardcore caótico lleno de letras que tratan temas existencialistas con gran carga intelectual, melancólicas y algunas veces temas políticos. El screamo se originó en los Estados Unidos a mediados de la década de 1990, y se caracteriza principalmente por vocales o gritos fuertes graves o agudos, muchas veces violentos y dramáticos. A diferencia del hardcore punk, las canciones suelen variar mucho en sus ritmos, siendo generalmente caóticas, pero intercalando suaves secciones melódicas, y los gritos son más agudos. A su vez, a diferencia del grindcore o powerviolence, las guitarras se encuentran menos distorsionadas en la mayoría de los casos.

## Sonido
Existen bandas europeas que han desarrollado sonidos vanguardistas y originales, fusionando guitarras melódicas, bases de teclados, gritos sin parar, baterías interrumpidas y otras variaciones. Comúnmente los ritmos de batería son desordenados, los acordes de guitarra varían desde sonidos melódicos y arpegios hasta guitarras más groseras y guturales cayendo en lo indigerible. Esta fusión surge principalmente de influencias de un hardcore más violento y visceral y de un hardcore melódico más armónico. Las vocales y letras principalmente hablan sobre política, relaciones personales, existencialismo, nihilismo y perspectivas filosóficas muchas veces influenciadas desde una óptica nostálgica y melancólica, aunque otras veces incluyen un mensaje positivo.
Actualmente la mayoría de las bandas screamo se encuentran alejadas de la crudeza de los primeros tiempos del género, y han adoptado un sonido más lento y melódico, sin abandonar la caotización de la música que caracteriza al género.

## Historia

### Primera generación
El término screamo se aplicó en primer lugar a un conjunto de bandas que se presentaban desde 1991 en el Ché Café, y que componían un estilo hardcore influenciado por la escena emotional hardcore, particularmente de bandas como Fugazi y Nation of Ulysses. Este conjunto agrupaba a bandas como Heroin, Antioch Arrow, Mohinder, Angel Hair, Swing Kids, y Portraits of Past; y destacó por su peculiar sentido de la moda, inspirado en la cultura mod.
Las innovaciones llevadas a cabo por el conjunto de bandas que se presentaban en el Ché Café se extendieron a la escena del este de Estados Unidos, donde bandas como Orchid, Saetia y Ampere fueron influyentes en el desarrollo y la reinvención del screamo. Estas bandas incorporaron al screamo elementos del powerviolence, denominándose el screamo que presenta estos elementos como emo violence, un nombre propuesto por la banda In/Humanity.
El estilo original de screamo es practicado en la actualidad por un extenso conjunto de bandas, principalmente de Europa, tales como La Quiete, Raein, Amanda Woodward, y Louise Cyphre; aunque persisten bandas de este estilo en los Estados Unidos. Estas bandas con frecuencia liberan sus trabajos musicales a través de sellos independientes o bien es auto-producido. Se suele utilizar el término Skramz para referirse a esta generación, evitando así que sean comparadas con las bandas de la segunda generación.[cita requerida]

### Segunda generación como errónea categorización
En 2002 el término screamo fue utilizado por la prensa musical, para describir un género diferente, mucho más lento y menos disonante, con bandas que incorporaban elementos del emo y el post-hardcore. Como los dos estilos son notablemente distintos y debido al amplio uso contemporáneo del término screamo, la inclusión de estas nuevas bandas al género screamo ha sido polémico entre algunos críticos, músicos del screamo original, e incluso músicos de esta nueva generación de screamo. El cantante de Comadre, banda de la primera generación de screamo, señala que: «El término screamo ha sido en cierto modo corrompido, especialmente en los Estados Unidos». Asimismo se ha señalado entre críticos, músicos y seguidores del screamo, el uso del término hecho por las empresas discográficas multinacionales para vender una nueva generación de música comercial.

## Subgéneros y fusiones

### Emoviolence
Algunas bandas de screamo toman prestada la disonancia extrema, la velocidad y el caos del powerviolence. Como resultado, el término emoviolencie fue acuñado medio en broma por la banda In/Humanity para describir la fusión de los dos estilos que se aplicaban a sí mismos, así como a otras bandas como Pg. 99, Orchid, Reversal of Man, Usurp Synapse, y RentAmerica. Además, bandas como Orchid, Reversal of Man y Circle Takes the Square tienden a tener un estilo mucho más cercano al grindcore que sus predecesores. En la época contemporánea, el género ya no es tan frecuente o generalizado como lo fue, sin embargo, sigue siendo una fuerza notable y frecuente en el screamo underground. Se ha producido un renacimiento del género a nivel internacional con escenas regionales en el sudeste asiático y Sudamérica.

### Post-screamo
Bandas como City of Caterpillar, Circle Takes the Square, Envy, Viva Belgrado, Funeral Diner, Pianos Become the Teeth, Respire, o Le Pré Où Je Suis Mort han incorporado elementos de post-rock en sus música.  Esta fusión se caracteriza por cambios bruscos de ritmo, instrumentación atmosférica y armónica, sumando voces distorsionadas. Del mismo modo, bandas como Heaven in Her Arms y Envy se aproximan al shoegaze.

### Blackened screamo
Blackened screamo o blackened skramz fusiona el black metal con el screamo. Ejemplos incluyen a Celeste, Anomie, Bosse-de-Nage, No Omega, y We Came Out Like Tigers.

### Sass
Sass (también llamado sassy screamo, sasscore, white belt hardcore, white belt, sassgrind o dancey screamo) es un estilo que surgió a finales de la década de 1990 y principios de la de 2000. El género incorpora elementos de post-punk, new wave, disco, electrónica, dance-punk, grindcore, noise rock, metalcore, mathcore, y beatdown hardcore. A su vez, se destaca por incorporar a menudo manierismos abiertamente extravagantes, contenido lírico erótico, sintetizadores, ritmos de baile y un estilo vocal ceceante. Algunos ejemplos son The Blood Brothers, An Albatross, The Number Twelve Looks Like You, The Plot to Blow Up the Eiffel Tower, Daughters en sus inicios, Orchid en su final, y SeeYouSpaceCowboy.

## Características y clichés
La actitud "hazlo tú mismo" de los seguidores del estilo hizo de su primera generación algo underground. En un principio los shows se hacían en sótanos, garajes, casas de amigos y skate parks. Muchas veces sólo se corría la voz para asistir a los shows y generalmente nunca iban más de 50 personas a un show sin que soliera usarse un escenario.
Otra característica esencial de este subgénero (que en un principio también compartió con el Emo) es que los shows nunca se hacen en escenarios, lo que significa que no hay separación entre músico y público. Los grupos se ponen en el centro del lugar donde tocarán y los asistentes los rodean: cuando comienza la acción ambos sujetos se confunden, ambos participan del mosh, ambos gritan, chocan y participan de la música.
El nudismo se ha hecho desde los inicios del estilo, algo recurrente en los shows en vivo, puesto que los oyentes se sienten completamente libres en un show. La falta de personal de seguridad ha fomentado esto aún más. Antiguamente (y en menor medida en la actualidad), se veían involucrados en los shows otros artículos de diversión: máscaras de lucha libre, confetti, papel trozado, disfraces, luces de bengala y bolsas de basura. 
Es muy común ver que las bandas han grabado casi todo su material en vinilo y debido a la pérdida de dinero que esto significa la mayoría de las bandas screamo (probablemente todas) han grabado un disco split con otra banda; así asumen las dos bandas el costo de editar independientemente su disco. Si las ventas van bien, algún sello puede llegar a editarles el disco. Los sellos discográficos más conocidos en editar música screamo son: Level Plane, Cleanplate, Alone, Robotic Empire, Ebullition, Slave Union y React With Protest.

## Actualidad
El screamo ha crecido en todo el mundo, aunque Estados Unidos siga siendo el país con mayor número de artistas asociados al género. Disqueras como Zegema Beach han mostrado enorme interés en lanzar discos exclusivamente del género. En Europa se han formado bandas que exploran el screamo desde una influencia local, mientras que en otras partes del mundo, la influencia americana es la que predomina. En Latinoamérica el screamo se mantiene como un movimiento asociado al hardcore y a la cultura DIY. 
En años recientes, muchos artistas de la primera generación de screamo han vuelto a dar conciertos y algunos como Jeromes Dream o Raein han lanzado discos.  